# 魔人ブウ
魔人ブウ（まじんブウ）とは、鳥山明の漫画『ドラゴンボール』およびそれを原作とするアニメ『ドラゴンボールZ』『ドラゴンボールGT』『ドラゴンボール改』『ドラゴンボール超』『ドラゴンボールDAIMA』に登場する架空のキャラクター。アニメの声優は塩屋浩三。『DAIMA』でのミニ状態は安室志穂。

## キャラクター設定
邪悪な魔導士ビビディが造り出したと言われている魔人。比較的人間に近い体格とサイズだが、桃色や薄黒い色の肌、頭部の触角など、容姿も中身も人間とはかけ離れており、戦闘力も絶大である。作中にて孫悟空がその強さに感服し、転生を願ってまで再戦を望んだ唯一の相手である。そして、閻魔大王の計らいによって、その願いは後に叶えられた。
当初の魔人ブウは理性を持ち合わせておらず、言語も話さず、純粋な破壊衝動と殺戮本能のみで動く存在だった。主人であるビビディでさえも制御不能なほどだったが、界王神たちの内の2人をその身に取り込んだことによって、代償としてパワーダウンするも心を手に入れ、会話が成立するだけの理性が芽生えた。その後も、作中にて様々な形態に変化しているが、名前は一貫して「魔人ブウ」である。
作中ではビビディが造ったと言われているが、ブウそのものは太古の昔から存在しており、大暴れと長い休眠を繰り返すうちに人間の悪の要素を吸い取りどんどん凶暴化していったが、ビビディはその長い休眠からブウを呼び起こすことができる方法を知っていた。また、ビビディとバビディはブウを封じ込める呪文も知っているが、これは人間では発音できない言葉になっている。
『ドラゴンボールDAIMA』において、実際にブウを造り出したのは大魔女マーバであることが判明した。ビビディがマーバに頼んで造らせたが、マーバによると偶然できただけで、コントロールできず暴走したため成功と呼べるものではなかったという。暴走したブウにより大魔界が荒らされたことで、マーバは自分がブウを造った事実を隠していた。
好物はお菓子で、エネルギーは特に必要としない。
名前の由来はディズニー映画『シンデレラ』に登場する呪文の「ビビディ・バビディ・ブウ」から。

## ストーリーへの絡み
遥か昔に、魔導師ビビディによって偶然にも造り出され、造られてから数年間で数百の星を滅ぼし、また当時5人いた界王神のうち2人を殺害、さらに南の界王神と大界王神の2人を吸収したことで、パワーを減らすことを代償に心を手に入れた。以前より穏やかな面も持つようになったが、それでも手なずけるのに苦労していたビビディによって玉に封印され、その状態で次なる侵攻の目的地である、まだ人類が二本足でやっと立ち始めた頃の地球に運び込む。しかし、直後にビビディが生き残った東の界王神に倒され、玉に関しては下手に刺激を与えないほうがいいと敢えて放置され、その場で長い時を過ごすことになる。
約500万年後、長い封印からの復活には「汚れていないエネルギー（善の気）」が大量に必要となるため、ビビディの息子である魔導師バビディは天下一武道会参加者からそれを集めるためにヤムーとスポポビッチを刺客に送ったが、孫悟飯が超サイヤ人2へと変身したことで彼のみのエネルギーでこの時点での吸収量目標は達成、これによって復活に必要なエネルギーは半分近くまで到達した。その後、残りの必要エネルギーはバビディの宇宙船内での戦闘で受けたダメージを吸収する方策を取り、超サイヤ人2同士の戦いとなった孫悟空とベジータの戦いにおいて、悟空が受けた側のダメージエネルギーによって復活エネルギーは満タンとなる。
それにより玉の封印を解かれたことで魔人ブウ（無邪気）が復活。バビディが配下に置いていたダーブラをクッキーに変え食べて殺害し、東の界王神と孫悟飯に瀕死の重傷を負わせ、ベジータの自爆からも復活する。その後、バビディの命令で人類への破壊行為を行っていたところでトランクスにドラゴンレーダーを取りに行かせるための足止めとして超サイヤ人3に変身した悟空と対決するが、勝負はトランクスが目的を果たしたために悟空が撤退したことで幕を下した。その際に近日中にブウを超える戦士が現れることを悟空に告げられる。復活当初は疑問を抱きながらも、再度封印するという脅しの効果もあり、渋々ながらも大人しくバビディに従っていたが、この対決の時点までに少しずつ知恵を付けており、バビディの脅しに対して「オレを封じ込めたらあいつ（悟空）に殺されるぞ」と微笑みながら逆に脅すようになる。そしてこの対決後、悟空を瞬間移動で捕り逃がしたことで不満を感じていたバビディから罵られたことで怒りを爆発させてついに反逆を決意し、バビディを油断させている隙に再び呪文で封印されないよう首を掴み殺害し、自由の身となって遊び感覚で破壊行為を繰り返すが、地球の人々や街の8割ほどを消滅させた。
この頃にブウを倒すために現れたミスター・サタンと出会い、サタンの存在と目的を知らずに彼を気に入り、自分の家来にして共同生活が始まる。その後更にブウが拾ってきた犬・ベエとの生活を通じて友情が芽生え、殺戮および破壊行為についてサタンから質問され、サタンの指摘と意見により殺戮および破壊行為をしないことを約束する（悟空と違い、信頼関係ができていたため、魔人ブウが聞く耳を持ってくれたのが大きな決め手となっている）。しかしブウによって治安が乱れていることを利用し、遊び心で罪なき者たちを殺し回っていた2人の悪人によってベエとサタンが撃たれて瀕死になったことに激怒し、この怒りがきっかけとなって魔人ブウ（無邪気）は善と純粋悪の2人に分離、対決したところで力の大半をブウ（純粋悪）が持っていったため、追い詰められたブウ（善）はお菓子にしようとしたところ、ブウ（純粋悪）が息吹きで反射させて逆にブウ（善）がチョコレートになってしまう。そのチョコになったブウ（善）をブウ（純粋悪）が食べ、ブウの悪の部分をベースとした姿に進化した。直後にサタンも殺そうとしたが相手が「サタン」だと知ると手出しはせずその場から去って行った。
ブウ（悪）は、より戦闘向きの体に変化した上に気を探る能力を身に付け、ピッコロたちの気を探って天界に現れ、かつて悟空に言われた「自身を超える戦士」との戦闘を要求したが、ピッコロの時間稼ぎに嫌気が差して天界から無数の光線を放ち、天津飯、餃子、サタン、ベエを除く地上にいた地球人全てを一瞬で皆殺しにする。その後、サタンの娘であるビーデルの存在を感じ取り、ピッコロの時間稼ぎにつき合うも悟飯を殺されたと思い違えたチチに攻撃され、卵にして砕き殺害した。その後、精神と時の部屋で修行を終えてパワーアップしたゴテンクスと対決し、一進一退の攻防を繰り広げる。ゴテンクスが追い詰められた演技をしたことで不利を悟ったピッコロにより出入り口を破壊され、室内に閉じ込められるも次元に穴を開けて精神と時の部屋から先に脱出し、ミスター・ポポによって下界に避難させられたデンデ以外の神殿にいた者を全てチョコレートにして食べ、同じく脱出してきた超サイヤ人3のゴテンクスと再び戦うが、実力的に及ばず苦戦を強いられ劣勢に陥る。だがゴテンクスのフュージョンが解けたために形勢逆転する。
直後、悟天たちの危機に駆け付けた潜在能力を限界以上に解放した孫悟飯と続けて対決するが、その力に敵わず追いつめられながら、ブウ自身は戦闘前から「遠い所に存在している"自身を超える戦士"」の存在を察知していたことを明かし、それが悟飯だったと確信する。それにより、機転を利かせてゴテンクスとピッコロを吸収してパワーアップを果たし、逆に悟飯を圧倒する。生き返った悟空の介入により一時戦闘が中断され、彼の狙いがポタラによる融合だと知ると邪魔しようとする（アニメ版ではわずかだが超3となった悟空と戦い、悟飯がポタラを拾おうとするのを妨害していた）。手始めに悟空を狙うもフュージョンの時間切れでパワーダウンし、今度は悟飯をも吸収するが、現世に復活した悟空とベジータがポタラによって合体した戦士ベジットには終始圧倒され、最後の賭けにベジットを吸収する。だが、それは悟空たちの悟飯らを救出するために仕向けた作戦であり、わざと取りこまれて体内に潜入した悟空とベジータによって吸収した悟飯らを引きはがされると、悟飯らを取り込んだ影響の形態は解除された。さらにブウ（悪）が「特別扱い」と語る、吸収後体内に保管されていたブウ（善）を引き剥がされたことで、大界王神と南の界王神を吸収したことによってパワーを減らしてまで手に入れた心を再び失った、自制心が全くない悪そのものの存在である真の姿（純粋）へと変化した。
真の姿に戻ると、いきなり悟空も跳ね返せないと一目で判断するほどの光弾を放ち地球を悟飯たち共々一撃で消滅させ、界王神界に逃れた悟空たちをさらに瞬間移動で追う。界王神界にて、悟飯ら新世代に遠慮せず初めて超サイヤ人3のフルパワーで戦う悟空と戦い、想像以上の強さと再生力で追い詰める。ベジータや復活したブウ（善）とも戦うが圧倒し、彼らの時間稼ぎの間に気を最大限まで高めて決着を付けようとした悟空も超サイヤ人3の活動限界により変身が解ける。最後の切り札に全人類の気を集めた悟空の超元気玉を投げ付けられたが、それをも押し返そうとした。しかし、ドラゴンボールの助けにより体力を全快させた悟空に超元気玉を押し戻されたことで、完全に消滅した。
その後、残ったブウ（善）はドラゴンボールの力によって、人々から「魔人ブウ」に関する記憶を消された上で「ミスター・ブウ」と名乗り、サタンの弟子として同居し、一人の人気格闘家として活動している。元気玉で倒されたブウ（純粋）は、悟空が一対一の正式な再戦を望んでいたことを知った閻魔大王の計らいで、あの世でその魂が浄化され「ウーブ」という名の地球人の少年として転生した。

## 能力

### 身体系
体はブウの意思により自在に変化し、身体を柔らかく変化させたり、元の体積を超えて身体を伸張させたりすることができる。身体から離れた肉体を操作することも可能で、身体を自ら千切って道具として使ったこともある。
また、生物として体力の概念があるか疑わしいほどの耐久性を持つ。たとえ粉々にされようと、細胞レベルで消滅させられない限り、肉片同士が集合して難なく復活できる生命力を持ち、肉片が燃やされたとしてもその燃えた跡から出た煙から復活する。猛毒を盛られても全く応えないため、毒殺も不可能。再生時にダメージも回復するが、ブウ同士の戦闘ではダメージを受けるので完全ではない。
服を着ているが、その服もブウの身体の一部であるようで、再生時には基本的に同時に復元される。
つまり魔人ブウを倒すには同じ魔人ブウをぶつけるか、圧倒的な破壊力を持つ攻撃を直撃させ、全身を細胞レベルで跡形もなく消滅させるしかない。

### 特殊系
魔人ブウは他とは異なる独特の「気」を備えており、普通の生命体の気に比べて正確な強さが判断しにくい性質を持つ。作中の初登場の際も、悟飯は「どうしようもないってほどでもなさそう」、ベジータも「こんなていどの戦闘力数か」と界王神が言っていたほど臆する存在でもないと当初は評していた。だが、悟空のみ最初から「違う…どこか普通とは違う気だ」と違和感を覚えていた。実際、ブウは戦闘の際には想像を絶する力を発揮し彼らを驚愕させ、自身らの推測が間違っていたことを身を以て思い知らされる結果となった。ブウ（純粋）についても、その小柄な姿と、気を読み辛い性質が相まって、実際に戦闘する前は悟空らも過小評価しており「あれならなんとかなるかも」と言っていたが、実際の戦闘力は「想像以上」であり、全人類での超特大の元気玉を使うほどの苦戦を強いられた。
他者の技を1度見ただけで、すぐに自分の技にできるほどの天才的な戦闘センスを持つ。また、固有の気功波（かめはめ波）や舞空術といった力に加え、キビト神が扱う神の力である界王神界などの他宇宙への瞬間移動といった特殊能力も一度見ると学習し、自在に使いこなす。復活直後のブウ（無邪気）は気を読むことはできなかったが、後に遠い星の気を感じ取るほどの才能を開花させた。他にも回復の術も使える。

## 魔人ブウ（無邪気⇒善）
作中において最初に登場したブウ。非常に太った体型をしている。目は普段は線一本で描かれていてにこやかだが、怒ったり相手の猛攻を受けるなど感情が高まると、鋭い目付きになる時がある。ブウの中でも最も穏やかであり、子供のような無邪気さも持った制御しやすい性格となっている。だが、ブウ（純粋悪）と分離するまでは、善悪の判断力は乏しく、純粋に「遊び」として殺戮および破壊行為を楽しむ。また「フランダースのイヌ」のような悲しい話を聞くと喜ぶ感覚も持っていた。
菓子類が大好きで、爆破以外の方法で人を殺す際にはチョコレートや飴玉、クッキーなどのお菓子に変えて食べることが多く、猛毒が入った菓子も問題なく食べる。アニメではチョコを食べて満腹になった際は、チョコに気弾を放つといった手段も取っている。なお、睡眠時間はわずか5秒ほどでよく寝たことになる。『ドラゴンボール超』では1年に1回冬眠のように眠ることがあり、深く眠りこんだら2か月は起きないとされる。原作における台詞は、その大半がひらがなとカタカナの表記で占められている。一人称は「オレ」。自分で自宅を建てたことがある。建材は人間を魔法で変化させた粘土。完成した家にはお風呂やトイレも設置している。また、他者の肉体の治療（失われた肉体の復元も可能）や物体浮遊など、魔術めいた能力も持つ。
ビビディにとってブウ（純粋）は全く制御ができない失敗作（"純粋"とされる形態、後述）であったが、南の界王神を吸収した後からさらに、温和で優しい性格だった大界王神を吸収し、パワーを減らしてまで手に入れた心を持ったこの形態に変化したことで、ようやく制御可能となった。ビビディに「人殺しは遊び」と教えられ、それに沿って自分が楽しむために破壊と殺戮を繰り返していたが、それでもビビディは完全にコントロール下に置けた訳ではなく、移動するときや休む際にはブウを一旦封印しなければならない程、扱うには困難を要した。
作中にて悟空たちと戦ったブウの中でこそ戦闘力は最も低いが、それでもバビディに洗脳され、自身の潜めているパワーを限界を超えて引き出されたベジータでさえ全く歯が立たないほどの強さであり、超サイヤ人3に変身した悟空とも互角の戦いを繰り広げた。アニメ版では界王神界でその様子を感知していた悟飯も「勝てるのでは」と推測したが、東の界王神からは「それでも難しい」と言われた。なお、戦闘後ピッコロから「あのまま戦闘を続けていたら倒せたのでは？」と推測され聞かれた際には悟空は「たぶん勝つのは無理」と答えていたが、魔人ブウ（純粋）との最終決戦に臨む際には「今だから言うけど、本当は超サイヤ人3で倒せていたんだ。だけど、これからの地球のためにも若い世代になんとかしてほしかった」と、フルパワーで戦っていなかったことを告白しており、ピッコロの推測も裏付けされた。
前述のように「遊び」として破壊や人を殺す行為を行ったものの、作中にてミスター・サタンや子犬のベエ、盲目の少年のように自身が気に入った者、もしくは自身に好意を見せた者に危害を加えることはなかったほか、他者に好かれたり、「かっこいい」と言われると嬉しがる様子も見せている。さらにそういった者達からの悪意のない指摘や意見などの言葉に関しては聞き入れたり、意見を求めたりするなど、残虐な一面ばかりを持っているわけではない。サタンに説得されたことでビビディに教えられた破壊や殺戮が間違った行為であることを学び、それらを止めることを誓うが、魔人ブウの混乱に乗じて人々を殺害していた2人組によってベエやサタンを傷つけられ激怒したことがきっかけとなり、ブウの持っていた善悪の心の内の悪の心が分離し、善と純粋悪のブウ同士の戦いが始まる。ブウ（善）は分離した際に力の大半をブウ（純粋悪）に奪われており苦戦を強いられ、相手をチョコレートにしようと光線を放つが跳ね返され、逆に自分がチョコレートにされてブウ（純粋悪）に食べられる。しかし、通常のお菓子として食べられた者と違って特別扱いされ、死亡せずに吸収されてブウ（悪）の体内で眠りにつくことになる。
その後、ブウ（悪）の体内に侵入することに成功した悟空とベジータに発見され、ベジータによってブウ（悪）から引き剥がされるが、外に連れ出されずに体内に置いていかれた。界王神界でブウ（純粋）がサタンに危害を加えようとした際にブウ（純粋）の体内でリミッターとなり、体外に吐き出され再度分離する。その後サタンを守るためにブウ（純粋）と戦い、悟空たちの時間稼ぎに貢献する。結果的には地球を救うのに一役買う形となり、ブウ（純粋）戦後、瀕死になって倒れていたところをサタンや悟空の頼みでデンデに回復してもらい、一緒に地球に戻る。
その後はサタン宅に身を隠し、ドラゴンボールで人々の記憶から「魔人ブウ」の記憶を消してもらったため、以後は「ミスター・ブウ」としてサタンやベエと生活することとなった。アニメでは、アイスを買うためのお金欲しさに拳法の達人との試合に圧勝して賞金を手にしたほか、宝石店強盗を行った前述の拳法の達人と手下を降伏させており、これによってグレートサイヤマン1号と2号（悟飯とビーデル）の活躍は減った。また、カプセルコーポレーションでのパーティーにも参加し、ベジータに食べ物を分けてもらっている。天下一武道会では、サタンと戦う挑戦者を決めるトーナメントで勝ち残り、八百長でサタンに負ける役目を担っている。
ブウを演じた塩屋はこの形態を「わがままな3歳児」をイメージして演じたと語る。
連載終了後に発売された完全版公式ガイド『ドラゴンボール フォーエバー』の人気投票では8位を獲得。なお、「魔人ブウ」名義ではあるが、紹介されていたのはこの形態のみだった。

### 劇場版など
『ドラゴンボール オッス!帰ってきた孫悟空と仲間たち!!』では、台詞はないがサタンの家で生活している様子が描かれている。
18作目『ドラゴンボールZ 神と神』で劇場版に初登場。ブルマの誕生パーティーにて大量のプリンを独り占めして食べようとしていたところ、破壊神ビルスからそれを自分に一つでいいから分けるよう頼まれるが、それを拒否して全部平らげたため、結果的にビルスを怒らせて吹っ飛ばされ、一撃で戦闘不能にされる。特別版では吹っ飛ばされた後のシーンが追加され、ビルスに挑むが敗れる。また、再びビルスに対抗すべく6人目のサイヤ人の話をしている際に、悟空の仲間の中でかつて敵だったベジータに「ベジータもか?」と問いかけ「お前が言うな!」と返されている。
第19作目『ドラゴンボールZ 復活の「F」』では未登場だが、フリーザが父であるコルド大王から「手を出してはいけない存在」として、破壊神ビルスと魔人ブウについての助言をしていたことが判明した。
『トリコ×ONE PIECE×ドラゴンボールZ 超コラボスペシャル!!』にも台詞はないが出演しており、食事のシーンでは、フランキーが「コーラの方が良い」と言ったため、変化ビームで肉をコーラに変えた。

### ドラゴンボール超
魔人ブウ（純粋）戦から数年後、悟飯とビーデルが結婚した頃にはサタンの家で生活している。サタンの世界平和大賞受賞時に、地球人から「魔人ブウ」に関する記憶が消えて以来初めて報道陣の前に（サタンにおやつをねだりに）現れ、「はるばる宇宙の果てからサタンに教えを請いにきた宇宙戦士かつ一番弟子」として紹介される。
- 「破壊神ビルス編」では、原作である劇場版第18作『神と神』と同様に、ブルマの誕生日パーティーにて大量のプリンを独り占めして食べようとしていたところ、破壊神ビルスから分けるよう頼まれるが、それを拒否して全部平らげたため、結果的にビルスを怒らせて攻撃を受ける。これ以降も何かとビルスの機嫌を損ねる行為をしており、ブウの方もあいつ（ビルス）は嫌いと語り、お互いに心象は非常に悪い。

- 「フリーザ復活編」では、原作である劇場版第19作『復活の「F」』と同様、長期の睡眠をとっていたため未参戦。

- 「破壊神シャンパ編」では悟空、ベジータ、ピッコロと共に第7宇宙選抜チームのメンバーとなる。当初はビルスを嫌っていることもあって参加を渋っていたが、悟空に超ドラゴンボールの願いが複数あれば一つ使っていいと約束され、その願いを世話になっているサタンにプレゼントしようと参加を決める。しかし第6宇宙選抜メンバーとの試合開始前に行われた最低限の知性があるかのペーパーテストの途中で寝たことで、戦わずして脱落する。『Vジャンプ』連載の漫画版『超』では、テストの問題が解けずに失格となる。

- 「“未来”トランクス編」では未登場だが、未来のトランクスの世界でも、魔導師バビディと魔王ダーブラが地球に襲来し、魔人ブウ復活を目論むが、界王神の指示の下、未来のトランクスが苦戦しつつもバビディ一味を壊滅、魔人ブウ復活は阻止されたことが明らかにされた。

- 「宇宙サバイバル編」では、大会に先立って行われた「全覧試合」に悟空・悟飯と共に参加。「全覧試合」では第9宇宙の1番手「弾丸シュートのバジル」と対戦する。最初は遊ぶように闘っていたが、バジルの攻撃で起きた爆発の余波によりサタンが負傷したことに激高し、バジルに猛攻を浴びせて場外に落とす。第9宇宙の界王神ロウから薬を受け取り大幅にパワーアップしたバジルに猛反撃を受けるがものともせず、最後はかめはめ波のモーションで強力な気功波を放ち勝利した。「力の大会」のためにサタンの協力と共に休まずトレーニングを重ねた結果、スリムな体型になり（表情は太った時と変わっていない）、スピード、パワーが向上し、戦闘の場における知能も見せた。この姿は『ドラゴンボールZ ドッカンバトル』で「魔人ブウ（シェイプアップ）」と呼称されている。悟空との組み手後はチーム対抗の武道大会「力の大会」に再び第7宇宙代表の選抜戦士の一人として参加する予定だったが、長期の睡眠に入り（サタン曰く「起きるまでは早くても2ヶ月はかかる」とのこと）欠場となった。

### ドラゴンボールGT
『ドラゴンボールZ』末期に引き続きミスター・ブウとして生活している。第26話初登場。従来の吸収能力や変化ビームに加え、分離および同化能力のほか、触角で気を感じる能力を使用しているが、戦闘シーンは全くなく、ベビーには「デブ」や「ザコ」と称された。
悟空たちが宇宙に旅立った9か月後、第26話でベビーの手により周囲の人間や地球に異変が起こったことに気がついたサタンを身体の中に隠し、ブウ自身もベビーに入り込まれ卵を産み付けられたが孵化させずに押さえつけた。悟空がベビーに敗れた後は新たにパンも体の中に隠しツフル星に潜入。その後、サタンやパンと分離し人々の体からベビーに産み付けられた卵を出すためにパンから下剤を渡されるが、そこに自分の分身であるウーブが駆けつける。第31話でベビーと闘うウーブを助けるためサタンと最後の別れをし、自らベビーの「リベンジデスボール」を吸収して犠牲になりウーブと同化する。
ブウ自身の人格は完全に消滅したわけではなく、天下一武道会においてはサタンのことをよく知らず全力で闘うウーブに「サタンに勝ってはいけない、サタンは地球のヒーローだから負けたらみんなが悲しむ」と彼を制止した。

### 他作品
漫画『ネコマジンZ』に「魔人ブウ」名義でゲストとして登場。非常に良く似た外見のため、ネコマジンZ本人と間違えられていた。ネコマジンZと戦うために「サタンシティ」からやってきたという設定。ウサマジンの罠に掛かり窮地に陥ったネコマジンZの前に現れ、「ウサマジンがネコマジンZ」と騙されたことでウサマジンを圧倒的な力で打ち倒し立ち去っていった。また同シリーズには、ベジータや悟空、孫一家も登場している。

### ゲームでの魔人ブウ（無邪気⇒善）
ゲームでの初登場は『ドラゴンボールZ 超武闘伝3』。発売当時は連載途中だったためにこの形態のみの登場となった。
『ドラゴンボールZ 舞空闘劇』では、時間が経過する毎に体力が自然回復する特性がある。
PSPソフト『ドラゴンボールZ 真武道会2』では、未来世界に登場。本編の世界を上回る強さを持つ。また、未来世界でのミスター・サタンと遭遇したほか、本編同様に善と悪に分離している。
『ドラゴンボール ゼノバース』では、トワの魔術で強化されたブウが登場。複数の分身を生み出す能力を見せ、超サイヤ人3となった悟空でも苦戦が予想され主人公が駆けつけている。
『ドラゴンボール ファイターズ』のストーリーモードでは、人造人間21号が発生させた波動の影響で眠っているところを悟空たちに救助される。フリーザとセルとの初対面を果たして、セルの生みの親であるドクター・ゲロの名前を格好悪いと笑ったり、フリーザを驚かせて楽しむなど自由な行動が目立つが、「悪いヤツをやっつけておいしいものを食べる」ために奮戦する。また、フリーザやセルには戦闘に対する緊張感がない様子や脅威の回復力を驚かれていた。
『ドラゴンボールオンライン』および『ドラゴンボール ゼノバース』シリーズでは、彼を始祖とした種族「魔人族」が登場する。「魔人族」については後述。

### 魔人ブウ（無邪気⇒善）の技
いずれも原作では名前は付いていない。他の形態も同様。
おかし光線 / 変化ビーム / おやつ光線 / キャンディアタック / お菓子になっちゃえ! / ハッピースウィーツ / チョコレートビーム / ミルキーチェンジ / お菓子になっちゃえ!! / チョコになっちゃえ!!
頭部触角から放たれる、相手を自分の好きな物に変える光線。非常に広範囲へと射出することが可能である。作中ではお菓子にすることが多いが、家を作る際には街の人々を粘土に変えたり、悪の方ではチチが卵に変えているため、お菓子に限らず魔人ブウの知識、理解とできる範囲内ならばなんでも変えられる。この光線を浴びて変化させられた生物は基本的に意思や自我が消失し、その状態で破壊されると死亡する。しかし、跳ね返されたりして自分が喰らうと自分が変身する欠点を持つ。なお、お菓子の場合は通俗上知られている普通のお菓子に変わる場合と、光線を浴びたキャラクターを模ったお菓子になる場合がある。
『ドラゴンボールGT』ではミスター・ブウと融合したウーブがベビーの体内に侵入するためにこの技を使用した。ウーブの場合は指先や両手から放つ。また、自身が変化させられた場合はその状態で破壊されても無傷で元に戻ることが可能。また、第29話ではブウがサタンとパンを変化ビームでチョコレートに変えてから丸飲みにすることで体内に吸収していた。

かめはめ波
両掌に気を集中させ、一気に放出させる気功波。元々は亀仙人が開発した技。悟空と初めて交戦した際、見取って習得した。かめはめ波のモーションながらも名称が「イノセンスキャノン」となっているゲームもある。

分身の術
自分の体の破片から自分と同じ外見の分身を作り出す。その後一つになって元に戻ることもできる。

体を伸ばした攻撃
腕や足や触角などを伸ばして離れた位置にいる相手に攻撃する技で、両腕で同時に攻撃することも可能。相手を掴んだり首を絞めたりロープのように縛ることもできる。

全身からの衝撃波 / エネルギーブリット / ブウボム / アングリーエクスプロージョン / おまえなんか…キライだぁー! / デトネーション / おまえなんか…きらいだー! / おまえなんか…きらいだーっ!!!!!
相手への怒りを込め広範囲に渡って大爆発を起こす技。原作では「おまえなんかきらいだーっ!」と叫んでいたが、ゲームによっては「きらいだ」が「消えちゃえ」になっているものもある。街を破壊した際も同様の技を使っている。

気合い眼 / 衝撃波
鋭い眼光で相手に衝撃を与えて吹き飛ばす。界王神が使用したのを見取って習得した。

ヒップクラッシュ / メガトンドロップ / マウントダイブ
相手に向かって尻から落下して攻撃する。界王神に対して使用。

光球型の気功波 / マイティネスボマー / スプレッドボール / 消えちゃえ! / きえちゃえ!
巨大なエネルギー弾。悟飯を瀕死状態にした技で、着弾しても爆発することはなく、標的もろとも遥か彼方に吹き飛ばす。

ブレス / イノセンスキャノン / フレイムシャワーブレス / 都市破壊攻撃 / ヘルブレス / ハザードブレス / スウィーピングブレス
口から猛烈な息を吹き出す技。街を吹き飛ばす際の「お掃除」のために使った。

イノセンスエクスプレス / よーい、ドン! / ハリケーンダッシュ
「よーい、ドン!」の掛け声とともに走り出し、突進する。作中では街を破壊するための動作で、厳密には技ではない。

連続気功波 / 拡散エネルギー弾
エネルギー弾を連射する技。悟空と初めて交戦した際に使用し、悟空は「ベジータの技だ」と語った。アニメでは、上空から突進してきたブウ（純粋）に対しても使ったが通用しなかった。

回復の術
掌や頭の触角から光を発して対象の傷を治療する魔術。削り取られた肉体も完全に再生できる。作中では盲目の少年の眼を治療したりと、病気にも有効。死亡していない限り治癒可能。

サイコキネシス
人や動物を空中に浮かせて留まらせる技。この技で都市の生物たちを全て捕らえ、まとめてお菓子に変えた。

ハラの肉攻撃 / 肉体分離攻撃 / ファットガム / ファットスローイング
腹部を意図して引きちぎり、伸ばしてロープのようにして投げつけて相手を捕らえて動きを封じる技。捕らえた後は、ブウの意思で締め付けることもできる。ベジータに使用。アニメでは、ブウ（純粋悪）に対しても使用したが、引きちぎられた後に食べられた。

変装の術
人気モデルのスター「バリー・カーン」などの人物の顔をそっくりに変えることができる。『GT』でも使用。

## 魔人ブウ（純粋悪）
ブウ（無邪気）から分離した悪の心（邪心）が、もう一人のブウとして誕生した存在。服装はブウ（無邪気⇒善）と同じく大界王神の影響が残っており、原作では全く声を出さず喋らず無口だった。アニメではわずかだが言葉も話せることから善悪の見境すら持たないブウ（純粋）よりは理性がある模様。非常に痩せ細った体型をしており顔は縦に長く、肌の色も薄黒い。ベジータからは「ガリガリのヤツ」と呼ばれていた。
分離した際にパワーの大部分がこの形態の側に移ったため、分離する前の人格を持っているブウ（善）より強い。サタンを撃った男を殺した後、ブウ（善）を吸収してブウ（悪）に変化した。原作では一言も話していないが、アニメではブウ（善）と自分がブウであることを主張し合っていた。ベジータがやられたように腹の肉で縛り上げられたがあっさりと引き千切った上に、肉を吸い込んで食べた。他の形態のブウと比較して、基本は無口である。アニメでの一人称は「オレ」。
その後、吸収したブウ（善）はベジータに引き剥がされるが、ベジータの推測とは異なり、この形態に戻ることはなく本来の姿であるブウ（純粋）へと変化していった。

### 魔人ブウ（純粋悪）の技
ブレスによる変化ビーム返し
魔人ブウ（善）の変化ビームを勢いよく吹きかけた息ではね返した技。この技でブウ（善）はチョコレートにされて食べられ吸収された。

かめはめ波
アニメにて使用。ブウ（善）が使用した際に自身も使用し、互いにかめはめ波の押し合いになり打ち勝っている。

ギルティフラッシュ
掌から放たれるエネルギー波で敵を吹き飛ばす技。この技で悪人を殺害した。

### ゲームでの魔人ブウ（純粋悪）
PlayStation 2ソフト『ドラゴンボールZ Sparking!』シリーズで初参戦。それ以降一部のゲームで参戦している。

## 魔人ブウ（悪）
ブウ（無邪気）が、ブウ（純粋悪）とブウ（善）に分離し、ブウ（純粋悪）がブウ（善）を吸収して変化した形態。長身かつ筋肉質な体型でブウ（無邪気）より戦闘向きな体格になり、衣装部分も上半身は剥き出しになっている。これは後述のブウ（純粋）の格好と同様のものとなっている。原作では指の形がミトンのように繋がっているが、アニメでは5本指になっている。
性格も残忍かつ短気でプライドが高く、自分より強い者の存在を許さない。孫悟天とトランクスのフュージョンが完了するまでちゃんと待っていたり、子供のゴテンクスの他愛もない罠に引っかかるなど、素直且つ単純な一面もある。遊びとして人類を好き放題に蹂躙したブウ（無邪気）とは異なり弱者には興味がなく、人類絶滅を餌に時間稼ぎを図ろうとしたピッコロの思惑に乗りながらも、遊び心を出すこともなく絶滅させた。この状態では気を感じる能力も身につけているが、止まっている相手を感じ取ることだけにとどまり、気を感じながら相手の動きを読むことはできていない。また気の性質も他のブウとは違い、戦闘力が表面に現れているようで悟空は積極的に戦いを挑もうとはしなかった。ブウ（無邪気⇒善）と同様に原作においての台詞は、その大半がひらがなとカタカナの表記で占められているほか、鼻は存在せず、触覚が嗅覚の代わりとなっている。アニメでは首を鳴らす癖がある。一人称は「オレ」。
強さはブウ（無邪気）を大きく上回り、後に（無邪気）には勝てると断言した悟空自身も「オラたちにはとてもかなわない強さ」「絶対にやられちまう」と発言しており、ブウ自身も同様の趣旨の発言をしている。アニメでは、悟空とベジータが合体から分離した後、自身の体内での戦いが描かれ実際に2人を圧倒していた。戦績では超サイヤ人のゴテンクスを上回るも、超サイヤ人3になったゴテンクスには一方的に押されていたが、超サイヤ人3のエネルギー切れとフュージョンの時間切れにより敗北を逃れる。その弟らの窮地に駆けつけた、老界王神に潜在能力を解放された孫悟飯とも対戦したが、その力の前に再び圧倒されることとなる。気を感じ取る能力を獲得したことで界王神界にいる悟飯の強さを出会う前から知覚しており、「自身を超える強さの存在」を許さないブウは彼を倒すための手段として、ゴテンクスとピッコロを利用することを思いつく。これによって悟飯との二度目の対決ではゴテンクスとピッコロを吸収し、力と頭脳の両面を強化。悟飯を圧倒し、ゴテンクスのフュージョンが解けたことで弱体化しながらも、今度は悟飯を吸収して、さらなるパワーアップを果たす。しかし、その後に誕生した同じ合体戦士のベジットとの戦いでは圧倒的に打ちのめされ、最後の手段として吸収するも、ベジットの策だったために逆に体内への侵入を許し、先に吸収していた悟飯たちを解放され、彼らを吸収する前の状態に戻る。
意識を体内に集中して、悟空とベジータの前に現れ、彼らがもう合体できないことを知ると再び優位に立つが、ベジータが弱体化を狙ってブウ（善）を引き剥がそうとすると、「オレがオレじゃなくなる」と取り乱しながら止めようとするが間に合わず、ブウ（善）を引き剥がされた影響で、苦しみながらブウ（純粋）へと変化していった。
吸収したブウ（善）の記憶を引き継ぎ、ブウ（無邪気）が戦った悟空や悟飯、ゴテンクスのことを覚えており、過去の自分に起こったこととして話した。その他に、ブウ（無邪気）と仲良くなったミスター・サタンとベエのことも忘れてはおらず、悪人を殺害後にサタンの目の前に現れた際には何も危害を加えずその場を去り、地球人を皆殺しにした時もサタンとベエのみ攻撃の対象から外しており、天界に現れたときにはピッコロにビーデルがサタンの娘であることを教えられたことで決闘の待ち時間を延ばすと、行動が悪意の塊である悪の部分をベースとした形態ながらも、サタンとベエへの温情は残っており、明確にサタンとベエを特別扱いしている。また、この形態もブウ（無邪気⇒善）と同じく菓子類が大好きで、ピッコロが精神と時の部屋の出入り口を破壊し、もう二度と部屋から出られないことを説明した際にはお菓子を食べられないことにショックを受けていた。

### ゲームでの魔人ブウ（悪）
初登場はPlayStation用ソフト『ドラゴンボールZ Ultimate Battle 22』から。『ドラゴンボールZ Ultimate Battle 22』および『ドラゴンボールZ 真武闘伝』では「超（スーパー）ブウ」という名称である。また『ドラゴンボールZ Sparking!』シリーズのキャラクター図鑑では、この形態が南の界王神吸収形態との記述がある。『ドラゴンボールヒーローズ』では魔人ブウ（悪）の体内に登場した、巨大化した魔人ブウ（悪）がカード化されており、ゲーム上では超魔人ブウと名前が付けられている。また、スペシャルムービーにも登場しており、JM5弾ではバビディの宇宙船の隠し場所にて自分を強制的に操ろうとするバビディを断固拒みながら睨み合う描写がある。

### 魔人ブウ（悪）の技
変化ビーム / 超おやつ光線 / お菓子になっちゃえ! / チョコレートビーム
吸収したブウ（善）も使用していた技。原作では生物にしか使用していないが、アニメでは無生物である岩にも使用している。お菓子のほかにも、チチを卵に変えたり、アニメでは岩をトイレにも変えている。また、変化させた者を元の姿に戻すことも可能。しかし悟飯吸収後に、ベジットに対して使用した際は姿が変わっても意思や自我が消失しないうえ強さも全く変わらず、一方的に叩きのめされた上に攻撃する的も小さくなったことでかえって不利になり逆効果に終わった。

液状化 / デンジャラスリキッドボム
体を液状化し、敵の口から体内に侵入して体を膨張させ破壊する技。ミスター・サタンとベエを傷つけた悪人の手下をこの技で殺している。アニメで悟飯吸収後に、ベジットに対して使用した際は彼の気で動きを封じられ逆に自分が一方的に攻撃されることになった。

人類絶滅攻撃 / 超拡散連続エネルギー弾 / 人類絶滅ホーミング弾 / 人類皆殺し攻撃 / アサルトレイン
片手を高く掲げて無数のエネルギー弾を放つ技。神の神殿より地球上に放たれ全人類をあっという間に殲滅させた。正確に人体を貫き、地球自体にはほとんど損傷を残さなかった。天津飯と餃子のみ回避に成功し、ミスター・サタンとベエは攻撃対象から外されたため助かった。

今度こそ俺の番だ! / ブウラッシュ
相手に頭突き食らわせ、両手で挟み打ち、蹴り上げ、月面宙返り蹴り、両手パンチして吹き飛ばす。

次元に穴を開ける / ヴァイスシャウト / そんなの…いやだぁー!! / バイスシャウト
大声を発し、次元を歪ませて穴を開ける。精神と時の部屋に閉じ込められた際に使用し、空間に開いた穴から脱出した。

イルボールアタック / ハイドラスマッシャー / ミスティックボールアタック
体を丸めて球体になり、相手に突進する技。超ゴテンクス戦で使用し、神殿を破壊した技。

自爆 / リベンジデスボンバー / イルボンバー
身震いさせた体を爆ぜて辺り一面を吹き飛ばす技。姿を一時眩ませるために使用された。あえて規模を抑えていたが道連れを覚悟で行えば地球全土を巻き込めると悟飯は推測した。原作では規模を抑えていたため体力が消耗している描写は無かったが、ゲームでは使用すると体力が残りわずかにまで減る。なお『ドラゴンボール ゼノバース』ではダメージは受けず、透明の無敵状態で移動が可能となっており、数秒後には元に戻る。

吸収
分離した肉片や切断された体の一部を不定型な形に変えて相手を包み込み、自身に取り込む。吸収した相手の戦闘能力や技、知能を得ることができ、服装や風貌も吸収した相手の着用物や外見に影響される。吸収した対象や状況によっては逆に弱体化し、バリヤーを張った相手を吸収した場合は力を得ることはできない。また、フュージョンした吸収対象は時間経過で合体が解除されて、合体形態を維持はできない。吸収された者は体が縮小され、肉の繭に包まれて顔だけが露出した状態となるが、完全な吸収ができなかった者は活動することが可能。この際吸収された対象は極小サイズへと変化している。繭が千切られると吸収した相手の力を失い、容姿や戦闘能力が吸収前に戻る。縮小された者の体はブウの体外に出ると元のサイズに戻る。
ゴテンクス、ピッコロ、悟飯、ベジットを取り込んだが、ベジットは肉片に包まれる寸前にバリヤーで防いたことで、取り込まれながらも吸収されることは免れている。
ブウの吸収によって生じた変化と形態の詳細については後述する。
アニメ『Z』では吸収した者たちの偽物が現れて、悟空とベジータと交戦。偽物であっても強さは本物と変わらない上、ブウの体内ゆえに倒されても立ち上がってきたが、ブウがお菓子を目の前に燥いだ影響により偽物たちはお菓子に変わった。ブウ自らが体内に赴いての戦いではベジータを取り込もうとした。

アルティメットキャノン
原作でベジットに最初に放った技。前方に大爆発を起こす気弾を放つが、ベジットには片手で弾かれた。アニメでは使用する寸前で止めており、後にさらに巨大な気功弾を放ったがベジットに玉転がしのように押し返される。

### 魔人ブウ（悪）の吸収後
魔人ブウ（悪）が肉片や触角など体の一部を使って相手を取り込み、自らに吸収することでパワーアップした形態。吸収後は主に吸収した相手の特徴、あるいは上着を身につけている。また体格や顔つきなども変化し、鼻も形成される。
吸収の効果は単純なパワーアップだけでなく、ピッコロのような戦闘の知識に長けた者を吸収することで知識量を上げる効果も得られる。また、これまでのブウとは異なり、ピッコロや孫悟飯などを吸収したことで流暢な喋り方になり、人格もより大人びたものとなる。だが、知識を手に入れてもそれを生かす知恵までは大きく向上せず、興奮すると素地の子供らしい性格に戻り激昂している場面も見られる。吸収して人格が変化していくうちにサタンやベエを気にも留めなくなり、吸収前の自分のことを「前の魔人ブウ」「あのとき（無邪気）の魔人ブウとは根本的に次元が違う」と語っている。
吸収した対象の力を利用していた悟飯、ピッコロ、トランクス、悟天（およびゴテンクス）の姿は、細胞サイズの大きさへと変化させて体内において拘束状態に置いていたが、大昔に吸収していた界王神たちの姿は確認されていない。
以下は吸収した対象別の形態を個別に記述する。

#### ゴテンクス吸収形態
ゴテンクスを吸収した形態。ゴテンクスの物と同じベスト状の上着（フュージョン時のジャケット）を着ているのが特徴で、顔つきや触角の形も変化した。鼻もできて、手の指も5本指となっている。一人称は「わたし」の他、アニメでは「オレ」とも称している。アニメでは声質も大人びたものとなるが、一部のゲーム作品ではトーンが異なる。
パワーとスピードが劇的に上昇し、ピッコロも同時に吸収したことから冷静な思考能力、分析力、判断力を持つ頭脳を手に入れて、知能も向上。台詞にも多くの漢字が加わり、口調も紳士的で大人びた理知的なものとなった。ただしゴテンクスのフュージョンと同じ時間制限が存在し、それが解けた状態（ピッコロ吸収形態、後述）へと姿が変わる。
孫悟飯に対抗すべくこの形態となったことにより悟飯を圧倒しており、悟空と対峙した時にも「きさまなんぞがなにをしても絶対にダメージをあたえられすらせんぞ」と断言する程にパワーアップしていた。アニメ版では、超サイヤ人3の悟空とも戦い、かめはめ波など必殺技は使っていないとはいえ、攻撃をまともに食らってもダメージを受けず、スピードでも悟空が付いていけないほどであり、圧倒した。だが、30分経過したことでゴテンクスのフュージョンが解けて悟天とトランクスに分離したため、ピッコロ吸収形態に変化する。また、アニメ版での悟飯戦ではピッコロの部分が強く出ており、悟飯の名前を口にしたり、腕を伸ばして攻撃したり、彼に動きの欠点を指摘するなどをしていた。さらに気絶した悟飯にトドメを刺そうとするのをベエとサタンに邪魔をされ、無表情で2人を殺そうとするなど冷酷無慈悲な面が描かれた。
『週刊少年ジャンプ』連載当時、ページ端の煽りのコメントにて「ブウ+ピッコロ+超ゴテンクス＝超（スーパー）ブピンクス!?」と名称が表示されたことがある。

#### ピッコロ吸収形態
ピッコロを吸収した形態。ピッコロのマントをつけているのが特徴。ゴテンクスと同時に吸収したため、最初はゴテンクス吸収形態になっていたが、ゴテンクスのフュージョンが解けて悟天とトランクスに分離したことで、単独なら悟天やトランクスより強いピッコロ吸収形態に変化。強さは悟空曰く「（かなりのダメージを負っている）悟飯だけでも勝てる」とのことで悟空も変身を解いている。しかし、悟空の気円斬で切断された頭の触角の部分を「もしものときの保険」として利用し、悟飯の不意を突いて彼を吸収。孫悟飯吸収形態に変化した。

#### 孫悟飯吸収形態
孫悟飯を吸収した形態。上半身に悟飯が着ていた山吹色（アニメでは朱色）の道着を着ているのが特徴。ゴテンクス吸収形態以上の力を持ち、時間制限も存在しない魔人ブウの最強形態。悟天とトランクスとピッコロも吸収したままであるため、彼らの技を使うことも可能。一人称は「わたし」、「オレ」、「オレさま」。
ブウ自身最強のパワーアップを果たしているが、最初に交戦した相手が悟空とベジータが合体して変身した超ベジットであったため手も足も出ず、一方的に打ちのめされた。劣勢を打開しようとベジットを吸収しようとするが逆に体内への侵入を許し、先に吸収していた悟飯たちを引き剥がされたことでピッコロ吸収状態を経てブウ（悪）に戻る。
悟空からは吸収しまくったことを汚いと言われた際には「勝利こそ全てなのは貴様とて同じだろう」と返していたが、ベジットに圧倒された際は、そのことを棚に上げ、今度は自分が2人が合体したことを汚いと怒り、ベジットから「自分のほうが散々合体しまくった癖に」と言い返されていた。また、不意を突いて彼をコーヒーキャンディに変えた時は子供のようにはしゃいでいた。このように普段は尊大に振舞うが、感情が昂ぶると、元来の子供じみた部分が露出する。アニメではベジットを吸収した後、町へ降りて大量のケーキをおいしそうに食べるシーンが追加されており、お菓子好きであることは変わっていない。アニメでは「サイヤ人」「超サイヤ人」という呼称を使っており、これらに関する知識も得ている描写がある。
関連書籍では「最強の魔人」、「悟飯を吸収し、最強のブウへ変化」、超サイヤ人3の悟空との対戦描写はアニメでしかないものの「悟空の超サイヤ人3でもダメージをくらわなかったブウ」、「そのパワーは、悟空一人では超サイヤ人3に変化しても敵わないほどだ」などと紹介されている。アニメ版では、悟空はベジットに合体する前にベジータと共闘して二人がかりで戦うが、歯が立たずに再度合体する必要性を感じる場面が描かれた。
一部のゲーム作品では「アルティメット孫悟飯吸収」や「アルティメット悟飯吸収」と名称が付けられている。
『Vジャンプ』では、各形態の魔人ブウを解説した記事で「魔人ブウ（孫悟飯吸収）」について「隙をついて悟飯を吸収。超サイヤ人3の悟空と互角の強さを手に入れる」と紹介されたことがあるが、この解説にはアニメの作中描写との齟齬が見られる。

##### 吸収後の技
スーパーゴーストカミカゼアタック
ゴテンクスの技。ベジットに使うが、余裕でエネルギー波で迎撃され「子供の考えた技」と一蹴された。『Z』第266話では悟飯にも使い、「スーパーブウカミカゼアタック」と称した。アニメではオバケ自体もかめはめ波や魔閃光が使用可能で、そのコントロールもできる。

連続スーパードーナツ
ゴテンクスの技。悟飯に使い、動きを封じ込めかめはめ波を撃つが、当たる直前に破られ避けられる。

煙幕
ベジット戦で使用。身体に開いている穴から煙を吹き出し、敵の視界を遮る。しかし、気を読んで攻撃するベジットには通用せず、逆に一方的に打ちのめされた。
魔貫光殺砲
ピッコロの技。『Z』第266話にて使用。悟飯を驚かせ、防御されるも跪かせた。

#### ゲームオリジナル
『ドラゴンボールZ2』ではベジータ、セル、フリーザ、ヤムチャ&天津飯を吸収した形態が登場し、吸収対象によって能力や技に補正がかかる。
ゲーム『ドラゴンボールZ 真武道会2』ではブロリーとクウラを吸収し、大柄な体型となった形態が登場。
『ドラゴンボール ゼノバース2』のパラレルクエスト「最強の魔人誕生!」では、孫悟飯吸収形態のブウが無邪気・善・悪・純粋のブウをディスるといった別形態のブウ同士の掛け合いが実現している。

## 魔人ブウ（純粋）
魔導師ビビディが生み出した原初の状態とも言える真の姿。界王神の説明した「ビビディすら手に負えなかった邪悪そのものの存在」はこの形態を指す。作中では過去に2人の界王神を吸収していたこと、特に温和な大界王神の吸収によりパワーを減らしてまで心を手に入れていたが、それを再び失った状態である。
見た目は子供のような小柄な体型をしているが、力を抑える理性や自制心が全くないため、純粋に破壊と殺戮を楽しむ悪そのものの存在。これまでのブウと違って言葉を話すこともできず、叫ぶ、わめく、笑い声のほかに、表情やボディランゲージ、ダンスなど感情表現を全身で示す。ブウ（悪）ですら持ち合わせていたミスター・サタンへの温情もこの形態ではなくなった。本能に忠実に動き、行動基準は獣や子供に近いが、ある程度の知性は持ち合わせている。敵を前にして平気で居眠りしていたり、奇声を上げながらゴリラのように胸を叩くドラミングを行ったり、サタンをあえて軽く殴り、いたぶって面白がったり、ブウ（善）を攻撃して嘲笑を浮かべるなど、相手をからかう一面も見せた。戦いにおいては地面や背後から奇襲攻撃を仕掛けるといった戦略的な部分も持ち、アニメでは悟空が特大の元気玉を完成させた際には、動けないベジータを盾にして悟空を攻撃している。
その小柄な姿と他の形態と同じく気が読み辛い性質が相まって、実際戦闘する前には悟空らも当初は過小評価しており、「あれならなんとかなるかも」と言っていたが、その実際の戦闘力は「想像以上」の強さを誇る。悟空に一目で「あんなの跳ね返せねぇ」と逃げるしかないと判断させるほどの光弾を一瞬で作り出したり、フルパワーの超サイヤ人3の悟空と互角以上に渡り合い、超サイヤ人2のベジータや分離したブウ（善）と三連戦で圧倒している。原作では悟空は開戦と同時に超サイヤ人3のフルパワーで戦うが、アニメではまず超サイヤ人2で戦い、お互いにその実力を探り合った後に超サイヤ人3のフルパワーで戦うといった展開に改変された。加えてアニメでは、界王神界での最終決戦の前に周囲の星や大界王星にも瞬間移動し、パイクーハンやオリブーに圧勝。さらには大界王星をも破壊しようとするが、悟空とベジータがブウをおびき出すために界王神界で気を高めたことから、大界王星破壊を中断し界王神界に向かった。
悟空との対決では、序盤こそフルパワーの超サイヤ人3と互角の勝負を繰り広げているように見えたが、全力の悟空に対して魔人ブウ（純粋）は戯れるように戦闘しており、瞬時に全快できる再生能力と予想を超える戦闘能力で、結果的に悟空を追い込み、アニメ版では悟空を気絶させ勝利している。悟空は、時間をかけて気を貯め続けることだけに専念できればブウを完全に消し飛ばして再生不能にできると想定していたが、生身での超サイヤ人3のエネルギー消費の激しさと、ブウからの戦闘ダメージが想像以上だったためそこまで気を高めることはできなかった（ベジータがドラゴンボールを使った際、悟空は自分たちより格上の悟飯もしくは超ゴテンクスに戦わせるのではと推測するほど）。時間稼ぎで戦うベジータを圧倒し、挑発してきたサタンにも攻撃を加えようとした際、体の中のブウ（善）により拒否反応を起こし、ブウ（善）を口から排出。今度はブウ同士の戦いを繰り広げるが、ブウ（善）すらも追い詰めていった。ナメック星のドラゴンボールの力で復活した全地球人やあの世の閻魔大王たちの元気を限界ギリギリまで集めた、悟空の超特大の元気玉を見たときに焦りの表情を見せながらも、悟空が放った元気玉を押し返そうとするが、ナメック星のドラゴンボールの力で満身創痍だった悟空の体力が全快したことで元気玉を押し返されて敗北し、完全に消滅した。その後、再び闘いたいという悟空の願いを聞いていた閻魔大王により、地球人のウーブとして転生。純粋な悪であるためにあの世で簡単に浄化され、すぐにウーブに生まれ変わることができた。貧しい家族を養う生活費を稼ぐために参加した第28回天下一武道会で悟空と出会い対決しその後、悟空の新たな弟子に迎え入れられることとなった。
すべての魔人ブウの形態を知る界王神が、2人の界王神を吸収したことによって、パワーを減らしてまで手に入れた心を再び失った「最初の一番厄介な魔人ブウ」であることを認めている（アニメでは「一番厄介でパワーのある魔人ブウ」とも発言している）。また、アニメでは実際闘ってみた後に悟空も「パワー、スピード、回復力、すべてにおいて今までのブウとは段違い」、「オラが今まで闘ってきた中の誰よりも強い」と発言し、ベジータも「最強の魔人」と評している。ナレーションでも「スーパー元気玉でしか葬り去ることはできない」、「純粋悪にして絶対最強の究極魔人」と解説されている。各種書籍では「体格はこれまでのどのブウよりも小さく子供のような姿をしているのだが、最も強力なパワーと実力を持っている」「宇宙最強の敵」、「最も初期の純粋魔人ブウに変化。が、その力はより強力に!!」、「驚くべき最強パワーを持つ」、「パワーアップしたブウ」、「魔人最強の姿」などの解説がされている。

以上のように各種書籍とアニメオリジナルの脚本では、悟空らの想像を遥かに凌ぐ最大の敵として冠されている一方で、悟空の発言から悟飯、超ゴテンクス、老界王神の言によればベジットにまでは及ばないことが明言されている。
作中で使うことはなかったが、魔人ブウが善と悪で分離した際、大界王神が備えていた神力（神の気）とそれに伴う特殊能力が、魔人ブウの純粋体の側に引き継がれていたことが漫画版『ドラゴンボール超』にて判明している。ただし、この神力は魔人ブウ（純粋）が悟空の特大の元気玉で滅ぼされたと同時に消滅しており、代わりに魔人ブウの純粋体の生まれ変わりであるウーブに神力の素養は引き継がれていた。なお、悟空たちはこの形態が本来のブウの姿であり、界王神たちを吸収してブウが変身を繰り返していたことは知らなかった。

### ゲームでの魔人ブウ（純粋）
初登場はスーパーファミコンソフト『ドラゴンボールZ HYPER DIMENSION』から。俊敏さや予測不能の動きで敵を追い詰めるトリッキータイプなキャラクターに設定されていることも多い。
『ドラゴンボールZ 偉大なるドラゴンボール伝説』では「最強魔人」と呼称されており、他の各種ゲームでも原作最後の敵ということもあり最終ボスを務めることが多い。『ドラゴンボールZ カカロット』でも最終ボスを務めた他、クリア後のサブストーリー「純粋なふたり」で占いババがあの世の達人と戦いたい悟空の願いで「まだ生まれ変わってないなら、小さいブウを連れて来てほしい」と言われ、界王神界に呼び出されることになった。この際、ブウの頭には天使の輪が付いている。

### 魔人ブウ（純粋）の技
地球崩壊の一撃 / パワーボール / バニシングボール / プラネットバースト / 超バニシングボール
掲げた手の上で巨大な光弾を作り出して放つ。悟空に見ただけで「あんなの跳ね返せねえぞ」と逃げるしかないと判断させるほどの力で、この技一撃で地球を一瞬にして灰塵とした。アニメでは周囲の星をもこの技で次々と消滅させ、大界王星をもこれで破壊しようとした。

バニシングボール
ノーモーションでいきなり地球を破壊しようと放った球状の気弾。ベジータが咄嗟の気功波で相殺した。

アースシュート
足を地中に伸ばして、相手の真下から出現させて蹴る技。悟空戦で使用。アニメではブウ（善）戦でも使用した。

瞬間移動
地球破壊の直前でキビトと合体した界王神が悟空たちを連れて脱出した際、見取って習得した。元はキビトが使っていた技で、下界の星から宇宙の外にある界王神界へと直接移動が可能。原作ではすぐに界王神界に移動したが、アニメでは周囲の星や大界王星を襲撃したあと、気を上げた悟空たちを察知して界王神界に移動した。

空中浮遊 / 超受身
超サイヤ人3の悟空と交戦した際に使用。体を薄い膜状に広げ、パラシュートのように吹っ飛ばされた勢いを殺して減速させる。

変化ビーム / チョコレートビーム / お菓子光線
超サイヤ人3の悟空と交戦した際に使用。

腕分離攻撃 / 肉体分離攻撃 / エキスパンドパンチ / アームボール
自らの腕を引きちぎり、丸めてボールのようにして相手にぶつけて攻撃する技。ブウの意思で自由に動かせる。ブウ（善）戦で使用。

かめはめ波 / 魔人かめはめ波
悟空と交戦した際に使用。

体を伸ばした攻撃
腕や足や触角などを伸ばして離れた位置にいる相手に攻撃する技。アニメでは、腕を巨大化して攻撃したり、捕らえた相手に対して電流を流して苦しめた。

ローリングタックル / ミスティックコンビネーション / ミスティックボールアタック
魔人ブウ（悪）も使用していた技。体を丸めて球体になり、相手に突進する。アニメで使用。

吸収
分離した肉片や切断された体の一部を使って相手を包み込み、自身に取り込む。かつて南の界王神を吸収して南の界王神吸収形態へと変化し、さらに大界王神を吸収してブウ（無邪気）へと変化した。

分身攻撃
破壊された後、肉片を無数の小さなブウとして再生させ、一斉に気功波で攻撃する。アニメでのみ使用。これを喰らった悟空は超サイヤ人3から元に戻りダウンするが、ベジータによって蹴散らされた。
魔人ブウ（無邪気）も同様のことをしているが、こちらは攻撃せず一つに集って再生するだけだった。アニメではブウ（純粋）を袋叩きにしていたが、途中で回避されて分身がごちゃ混ぜになり、その隙に気弾の一撃を喰らっている。

メタモルブウアタック
全身を球状に変身させて放つ体当たり。上記のローリングタックルと違い、服や靴が完全に同化している。

パールフラッシュ
原作でブウ（善）の頭を吹っ飛ばした技。上空から弧を描くように猛スピードで突進する。

### 魔人ブウ（純粋）の吸収後

#### 南の界王神吸収形態
ブウ（純粋）が南の界王神を吸収した形態。当時の界王神の中でも最強を誇り、たくましい体格だった南の界王神を吸収した影響で、筋骨隆々の大柄な体格になった。ブウ（悪）の体内に取り込まれていたブウ（善）をベジータが引き剥がし、ブウ（悪）がブウ（純粋）に戻っていく過程で僅かな間だけこの姿になり、それを見ていた悟空は「気が増えてるんじゃねえか?」と発言していた。原作では数コマのみの登場だったが、アニメでは界王神の回想シーンで登場し、巨体を活かしての突進などで東の界王神を圧倒し、戦闘の中、今度は大界王神を吸収してブウ（無邪気）となった経緯が描かれた。この状態でも、まだまだビビディがコントロールできるまでには程遠い状態であったが、さらに大界王神を吸収したことでようやく会話が成立するようになり、お菓子を餌にするなどしてある程度はコントロールできるようになった。

#### ゲームオリジナル
『ドラゴンボールZ 真武道会2』ではブウ（悪）から、クウラとブロリー、さらにはバビディと続けて悪人を3人吸収したことで悪の純度が高まり本来の姿（純粋）へと戻り、脅威的な強さを誇る。
『ドラゴンボールヒーローズ』では魔術を使って闘うバビディ吸収態や、キビト神（東の界王神&キビト）吸収態が登場する。

## 魔人族
原作者の鳥山明が監修を務めたMMORPG『ドラゴンボールオンライン』や、それと同じ設定資料を基に製作された家庭用ゲーム『ドラゴンボール ゼノバース』シリーズでは、魔人ブウ（善）を始祖とする新たな種族「魔人族」が登場する。
エイジ791年、人間の恋人たちに羨ましさを感じるも同種の異性がいない寂しさと、ミスター・ブウがミスター・サタンの書斎で見つけて読んだエロ文学の金字塔『ボブとマーガレットの禁じられた遊び』を見た影響で、千切った自身の身体の一部に魔法の力で命を吹き込み、理想の伴侶となる女性の魔人「ミセス・ブウ」を創り出した。その後二人は、同書に書かれていた「パフパフ」という言葉から、それぞれの身体の一部を千切り、コネコネ、パフパフして赤ちゃんに似た物体を大量に作り、二人で「ラブラブ光線」なる魔法で命を吹き込み赤ちゃん魔人たちを誕生させた。この子供らが繁栄した種族が「魔人族」と呼ばれるようになった。人を楽しませることをモットーとする種族で、テーマパークやレストランなどで働いているほか、楽しい仕事やおいしいものを探して旅を続ける者もいる。
男性魔人は子供も大人も、魔人ブウ（善）と似た丸みを帯びたふくよかな体型をしている。女性の魔人は原作に登場していないため、鳥山明に依頼して新たにデザインを作成してもらったとのこと。
『ドラゴンボールオンライン』では魔人族のプレイキャラクターをレベル50以上まで成長させると、『ドラゴンボール ゼノバース2』では魔人族のプレイキャラクターで「覚醒技」を発動させると、魔人本来の潜在能力を解放し、男女関係なく魔人ブウ（純粋）の姿に似た「純粋魔人」へと進化できる。

## 補足
原作では「元気玉」によって倒された唯一の悪役でもある。
本編ではこの名前を言葉遊び扱いされており、ミスター・サタンは「オナラブウ」とシャレを言い、アニメでも悟空から「オナラみたいな名前」と言われた。
作者の鳥山は「もし、もうひとつの『ドラゴンボール』を描くとしたら、サタンとブウのギャグマンガにしたい」と語っている。また、鳥山はお気に入りのバトル2位と、好きなベストバトル5の4位に「魔人ブウ（悪）VSゴテンクス」を挙げている。「この頃わりとのって描いてました」、「ギャグマンガのノリで、変な必殺技を考えたりして（笑）」、「シリアスな闘いより、こういうバカバカしい闘いの方がずっと好き」、「こういう『しょーもなさ』が描いていて楽しい」と鳥山は語っている。鳥山は連載中に「ブウというキャラが勝手に動き出し始めた。ひょっとしたら凄いキャラに成長するかも」とコメントしていた。
アニメでブウを演じた塩屋浩三は、ブウを演じるまでもグルドなど多くのキャラクターを作中内で演じていた。そのため、「普段の仕事の延長で役を振られたようだった」と語っている。またサタンとの絡みが印象に残っていることもあげており、『ドラゴンボール改』にて再演する際、「この作品は、ミスターサタンと魔人ブウの「友情物語」だと思っているんです」とコメントしている。
鳥山明は「完全体セルのようなカッコいい系のキャラクターは好きではなく描きたくなかった」という理由で、作品の最後を締めくくる敵キャラクターを自分の描きたかった見た目のキャラクターとして、太った「魔人ブウ」をデザインした。また、ブウのモデルは鳥山明の三代目担当編集者の武田冬門であるという説があったが、鳥山自身は「あまり意識した覚えは無い。根本にはあるかもしれないけど、無意識に反映させていたのかもしれない」と語っている。

## テーマソング
『ドラゴンボールZ ヒット曲集』シリーズでは以下の2曲が収録されている。
魔人ブウに捧げるバラッド
歌・作詞・作曲・編曲:TOM

魔人ブウの悲劇
歌:石原慎一 / 作詞:森雪之丞 / 作曲・編曲:山本健司